# 三洞四辅十二类
三洞四辅十二类分类法是道教所特有的一种对道教經典的分类方法，道藏就是用这种方法编目的。其中的“三洞”、“四辅”又合稱“七部”。

## 三洞
洞就是“通”的意思，表示诵习这些经书可以达到通于神明的境界。三洞的概念大约在东晋初期开始形成。到陆修静编撰《三洞经书目录》使用三洞的分类法，并且自称三洞弟子，这一概念基本定型。
三洞包括：
- 洞真部：即上清经，天寶君[a]所出。上清寶經三百卷，玉訣九千篇，符圖七千章，祕在九天之上，大有之宫，交付青童君[b]封於玉華青宮。又有太帝君命扶桑大帝撰出三十一卷，獨立之訣，據傳清虛真人小有天王褒以之授魏華存[2]。
- 洞玄部：即灵宝经，靈寶君[c]所出。太上紫微宮中金格玉書，靈寶真文篇目，十部妙經，合三十六卷，天真皇人[d]囀天音而辯析之。據傳太極真人徐來勒等仙真，降付葛玄，又傳授教戒訣要[3]。
- 洞神部：包括《三皇文》和其他召鬼唤神的书籍，神寶君[e]所出。小有天玉府中有三皇文，本出大有宫，皆上古三皇、八帝[f]所得授之書，以藏名山，據傳為帛和、鮑靚得之[4]；唐皇室曾以三皇文為鮑靚所造，語涉妖妄，下令以《道德經》代之[5]。南宋時，有道派將三皇文與洞神籙階剝離，歸入靈寶，而以正一盟威籙以下諸雜錄，天心正法，五雷諸法，考召之文，書禁之術，隸為洞神部[6][7]。

## 四辅
随着经书的增加，通过三洞编目已经不能包纳全部的经书，于是出现了四辅的分类法，也就是辅助、补充三洞的经书。包括：
- 太玄部：辅助洞真，重玄[g]為宗。據傳尹喜於函谷關遇老子[h]，拜師求道，得道德、妙真、西昇等五卷[8]。
- 太平部：辅助洞玄，三一[i]為宗。據傳老君於蜀授干吉神書，至漢順帝時，宮崇獻其師干吉所得神書百七十卷，號《太平經》[9]。
- 太清部：辅助洞神，太一[j]為宗。據傳左慈於天柱山精思，而神人授之金丹仙經，左慈又將其傳付於葛玄[10]。
- 正一部：贯穿各部。真一[k]為宗，徧陳三乘。據傳太上降鶴鳴山，授張天師「三天正法」，正一盟威符籙一百二十階，及千二百官儀三百大章，法文祕要[11]。

这种分类法最早见于《正一法文经图科戒品》。

## 十二部
在四辅分类法出现之后，又出现了十二部分类法。就是将三洞各细分为十二部，共36部。而四辅则不分部。最早见于《洞真太上仓元上录》，定型于《道教义枢》。包括：
1. 本文：经书原文[12]
2. 神符：各种符[13]
3. 玉诀：对道经的注解和阐述[14]
4. 灵图：对经书原文的图解以及以图像为主的经书[15]
5. 谱录：记录高真上圣事迹和功德的经书[16]
6. 戒律：各种戒律、功过格[17]
7. 威仪：斋醮科仪方面的经书[18]
8. 方法：个人修炼以及设坛祭祀的方法[19]
9. 众术：炼丹术、五行变化、数术[20]
10. 记传：神仙传记、碑铭、道观等志书[21]
11. 赞颂：颂唱神灵的經書、步虛詞、寶誥[22]
12. 章表：祭祀时呈给天帝的青词等[23]

## 與佛教之間的關係
三洞四輔十二部分類法源自佛教的三藏十二部分類法，顯示道教深受佛教所影響。